# Мустафин, Мулланур Хамзич
Мулланур Хамзич Мустафин (тат. Мулланур Хәмзә улы Мостафин; 28 марта 1932, Куюк-Ерыкса, Мамадышский район, Автономная Татарская ССР, РСФСР, СССР — 17 августа 2007, Мензелинск, Мензелинский район, Республика Татарстан, Российская Федерация) — советский татарский театральный режиссёр, директор (1960—1967) и главный режиссёр (1967—1982) Мензелинского государственного татарского драматического театра. Кавалер ордена «Знак Почёта» (1981), заслуженный деятель искусств Татарской АССР (1968).

## Биография
Мулланур Хамзич Мустафин родился 28 марта 1932 года в деревне Куюк-Ерыкса Мамадышского района Автономной Татарской ССР.
В 1947 году поступил в Татарский театральный техникум, который окончил в 1951 году. Для продолжения учёбы уехал в Москву, где в 1956 году выпустился с режиссёрского факультета Государственного института театрального искусства имени А. В. Луначарского по курсу Ю. А. Завадского. Дипломный спектакль по пьесе Л. Тыриной «Отец и сын» был поставлен в театре имени Ленинского комсомола.
После получения образования был приглашён в Мензелинский колхозно-совхозный театр, где с 1956 года работал режиссёром. Первая мензелинская постановка Мустафина по пьесе «Галиябану» М. Файзи была включена в программу декады татарского искусства и литературы 1957 года в Москве, получив высокую оценку со стороны театральной общественности как «живой и радостный» спектакль, в котором при всей условной фольклорности формы актёры преуспели в раскрытии духовного мира своих героев.
В 1960—1967 годах занимал пост директора театра. В ходе смены режиссёрских поколений, происходившей в татарском театральном искусстве в 1960-х годах, стал преемником С. Г. Амутбаева, одного из основателей театра. В 1967—1982 годах был главным режиссёром театра. В те годы театр начал активно гастролировать, приобретя статус государственного. Также Мустафин сохранял реквизиты спектаклей, в дальнейшем ставшие основой для театрального музея.
За время работы в театре Мустафин осуществил большой ряд значительных постановок, срежиссировав более 60 спектаклей. Различные по темам спектакли, в том числе и музыкально-драматические, отличались высокой гражданственностью, умелым раскрытием современной темы, тонким соединением романтического начала с бытовой конкретностью и глубокой психологичностью. Наряду с произведениями татарских мастеров, Мустафин часто обращался к русской, национальной и зарубежной драматургии. Его спектакли, отмеченные высоким поэтическим настроем, точным знанием повседневной жизни и обычаев татарского народа, снискали популярность у зрителя и внесли значительный вклад в развитие театрального искусства республики, на долгие годы определив стиль игры артистов Мензелинского театра.
Имел сына Газинура и внуков. Скончался 17 августа 2007 года в Мензелинске, проведя последние годы в доме престарелых.

## Постановки
В числе наиболее значительных спектаклей Мустафина — «Из-за подарка» Г. Камала, «Голубая шаль» К. Тинчурина, «Золотая осень», «Дневник души» К. Насыри, «Смелые девушки», «Наёмщик» Т. Гиззата, «Хаят» З. Шагимуратова, «Жница» С. Шакурова, «Памятник» А. Баяна, «Мой рай», «Гульчачак» Ю. Аминова, «Весенние напевы», «Последний аист» А. Гаффара, «Ардуан Батыр» Г. Ахунова, «Первая любовь», «Измена», «Странный человек» Х. Вахита, «Когда решаются судьбы» Р. Хамида, «Сайфи с причудами» Р. Ишмурата, «Буря» Г. Сабитова, «Раскрыла бы тайну сердца» Р. Ишмуратовой, «Когда приехала комиссия» Г. Зайнашевой, «Страна Айгуль» М. Карима, «Сердце матери» С. Кайтова, «Чёрный волк» Н. Арбана, «Мария» А. Салынского, «Солдатская вдова» Н. Анкилова, «Сердце девичье», «Подруга жизни» А. Волкова, «Прекрасные девушки» К. Шангитбаева и К. Байсеитова, «Хитрый Будамша» Ц. Шагжина, «Ученик дьявола» Б. Шоу, «Обыкновенный человек» Б. Нушича.

## Награды
- Почётное звание «Заслуженный деятель искусств Татарской АССР» (1968 год)[5][2].
- Орден «Знак Почёта» (1981 год)[14][3].